# Jaime Mendoza Collio
Jaime Faundo Mendoza Collio (Angol, 26 de abril de 1985-Ercilla, 12 de agosto de 2009) fue un joven Mapuche, que fue asesinado durante la ocupación de un predio por acción de un efectivo de Carabineros de Chile.

## Antecedentes
Hijo de José Mendoza Álvarez y Rosa Collío Neculpán.

## Muerte
El 12 de agosto de 2009 Mendoza participó en la ocupación del Fundo San Sebastián de Angol, reivindicado por las comunidades mapuche del sector como «territorio ancestral». Posteriormente a dicha ocupación, Jaime Mendoza Collío huyó hacia su comunidad Requén Pillán, ubicada en Ercilla. En el trayecto, específicamente en la Comunidad Requén Cabrapán de la misma comuna, fue muerto por un disparo del cabo primero de Carabineros de Chile Miguel Patricio Jara Muñoz, quien formaba parte de una patrulla del Grupo de Operaciones Policiales Especiales (GOPE) de siete miembros al mando del Teniente Raúl Sáez Pezo, e integrada además por el Sargento 2º Nelson Maldonado Pezo, Cabo 1º Alfredo Ahumada Gajardo, Cabo 2º Carlos Novoa González, Cabo 2º German Cataldo Villanueva, y Cabo 2º Roberto Canío Quilaleo. Cerca de ese lugar ocurrió años antes la muerte del joven de 17 años Alex Lemun, también durante una ocupación y abatido por fuego policial.
Otros indígenas sobrevivientes que participaron en esa actividad de toma de tierras del Fundo San Sebastián fueron acusados por el Ministerio Público por el delito de usurpación violenta y daños simples, siendo absueltos por el Juzgado de Garantía de Angol (rol 1472-2009) el 11 de octubre de 2013, decisión que fue avalada por la Corte de Apelaciones de Temuco el 6 de diciembre de 2013 (rol 923-2013).
Tras la muerte de Mendoza se realizaron protestas en Valdivia, Temuco, Concepción y Santiago.

## Investigación judicial
En un principio, se argüía que la policía habría actuado en legítima defensa; sin embargo, el examen forense a los restos del comunero evidenció que no había ocupado alguna arma de fuego y que recibió una disparo por la espalda. Así mismo, trascendió en la prensa que el casco policial que mostraba perdigones incrustados y que probaba la tesis de la legítima defensa habría estado vacío cuando fue impactado. Esto fue interpretado como un «montaje» por los partidarios de los ocupantes. Durante el 2010 la justicia militar confirmaría la tesis del montaje a través del peritaje correspondiente.
Inmediatamente después de la muerte del comunero el 12 de agosto de 2009, el mismo día el policía fue detenido e incomunicado por la Fiscalía Militar, para luego ser procesado el 16 de agosto, procesamiento que fue confirmado el 20 de agosto por la Corte Marcial integrada por los Ministros Juan Manuel Muñoz Pardo, Manuel Valderrama Escobar, Coronel Waldo Martínez Cáceres, General de Brigada Aérea Patricio Franjola Buigley, y Coronel de Carabineros Manuel Arancibia Zepeda, por cuatro votos contra uno, atendida la disidencia del Ministro Arancibia.
El 8 de noviembre del año 2010 el Oficial de Ejército y Fiscal Militar Letrado Titular de Angol a cargo de la indagatoria, capitán Rodrigo Vera Lama, luego de concluidas las pesquisas, propuso al Juez del Tercer Juzgado Militar de Valdivia imponer la pena de 15 años de presidio por el delito de violencias innecesarias causando la muerte atribuido al Cabo Primero de Carabineros, Miguel Patricio Jara Muñoz.
El 15 de noviembre de 2010, y considerando que el Cabo 1º Jara alegaba haber sido víctima de una emboscada y homicidio frustrado, el III Juzgado Militar de Valdivia (rol 702 - 2009), junto con elevar a plenario el caso por la muerte de Jaime Mendoza Collío, decretó el sobreseimiento parcial y temporal del presunto delito de homicidio a carabinero en el ejercicio de sus funciones, en grado de frustrado en la persona del Cabo 1º Miguel Jara Muñoz, de conformidad con lo preceptuado en el artículo 409 Nº 1 del Código de Procedimiento Penal, por cuanto los medios de prueba allegados al proceso no permitieron acreditar la existencia de dicho ilícito. Luego la defensa del policía apeló, y esta apelación se remitió vía Juzgado de Garantía de Collipulli (rol militar – 3 – 2011) a la Corte de Apelaciones de Temuco (rol 659 - 2011), donde finalmente el 28 de julio de 2011 se declaró abandonado el recurso de apelación debido a que el abogado defensor del Cabo 1º Jara no se presentó a la audiencia en la Corte.
El Juzgado Militar integrado por el Juez Militar General de Brigada Alejandro Maggi Ducommun y el Auditor Coronel Rodrigo Sandoval Calderón, el 11 de noviembre de 2011, rol 702-2009, dictó sentencia condenando al policía a cinco años y un día de presidio mayor en su grado mínimo, la que fue apelada por el Consejo de Defensa del Estado a fin de que se aumentara la pena, y por la defensa del policía para que fuera declarado inocente o rebajada la pena.[cita requerida]
Luego la Corte Marcial de Santiago, en forma unánime y compuesta por los Ministros Juan C. Mera Muñoz, Joaquín Billard Acuña, Coronel Felipe Cunich Mas, General de Brigada Aérea Juan Hargous Larraín, y Coronel de Carabineros Juan C. Gutiérrez Silva, el 16 de agosto de 2012, rol 17-2012, absolvió al carabinero de todos los cargos señalando que existió legítima defensa, decisión que fue recurrida de casación por el Consejo de Defensa del Estado.[cita requerida]
Finalmente la Segunda Sala (Penal) de la Corte Suprema, integrada por los Ministros Sres. Milton Juica Arancibia, Hugo Dolmestch Urra, Carlos Künsemüller Loebenfelder, Haroldo Brito Cruz, el abogado integrante Sr. Jorge Baraona Gónzalez, y el Auditor General del Ejército Subrogante Teniente Coronel Sr. Roberto Reveco Díaz, el 21 de agosto de 2013, rol 6735-2012, por cinco votos contra uno atendida la disidencia del integrante Baraona quien estuvo por absolver al carabinero, acogió el recurso de casación y condenó al agente de policía a tres años de presidio menor en su grado medio, y a las accesorias de suspensión de cargo u oficio público durante el tiempo de la condena y pérdida del estado militar, cumpliendo la pena en libertad pero siendo alejado de las filas de Carabineros.[cita requerida]
Estas fueron las razones que el Oficial investigador de la Fiscalía Militar, Capitán Rodrigo Vera Lama, señaló para descartar la existencia de una emboscada de los mapuche hacia la policía y una legítima defensa del inculpado CB1. JARA.
- El protocolo de autopsia da cuenta de que el orificio de entrada del proyectil está en la espalda de MENDOZA COLLÍO y que el informe del Instituto de Investigaciones y Control del Ejército de Chile (IDIC) señala los tiempos de vuelo del proyectil disparado, considerando la distancia entre el policía y la víctima, de lo que resulta que no es posible acoger la idea de que se le haya disparado de frente a MENDOZA COLLIO y este haya girado, recibiendo finalmente el impacto en la espalda.

- Se debe tener presente además el hecho de que el informe policial químico indica que no se obtuvieron trazas características de residuos de disparo en las muestras tomadas a la víctima, es decir, no se acreditó que haya disparado un arma de fuego, lo que es coherente con lo declarado por los testigos civiles en orden a que las personas que huían y que habían participado en la ocupación del predio no portaban armas de fuego y concordante también con los resultados negativos del rastreo efectuado en el sitio del suceso por personal de la Fiscalía Militar de Angol.

- No se encontraron perdigones incrustados en las cortezas de los árboles que había en el lugar, y que daban de frente hacía donde se encontraban los supuestos agresores que dispararon con escopeta. Así cabe preguntarse por qué los impactos de perdigones –que tienen gran dispersión- los recibió solo el chaleco antibalas (uno de los impactos fue en la cara interna de la parte posterior del chaleco), casco balístico y visor casco balístico, pero no los árboles que estaban al lado.

- A pesar de que ha podido determinarse que entre los perdigones hallados en el equipo del CB1. JARA hay del tamaño Nº 5 y los que contenía el cartucho de escopeta calibre 12 encontrado en un bolsillo de las vestimentas del occiso también corresponden al Nº 5 según se desprende del informe policial balístico, no obstante que no pudo realizarse el análisis químico, mediante examen de microscopía electrónica, para obtener la composición elemental cualitativa y cuantitativa de la evidencia; esto no es determinante para establecer que la víctima haya disparado o portado armas, toda vez que aunque exista concordancia entre los perdigones que contenía el cartucho hallado en el bolsillo de MENDOZA COLLÍO y los perdigones alojados en el equipo del policía, esto solo nos indica que los impactos fueron causados por perdigones de cartuchos similares al encontrado en la ropa del cadáver, no pudiendo arribarse a una fehaciente conclusión investigativa con ese solo antecedente. Todo lo anterior sin perjuicio de que no ha podido determinarse como llegó el cartucho hasta el bolsillo de MENDOZA COLLÍO.

- Desde el punto de vista pericial de Inteligencia criminal, fluye que MENDOZA COLLIO, un mapuche de la Comunidad Requén Pillán de Ercilla, no tenía ni la capacidad ni la intención de efectuar una emboscada de aniquilamiento con armas de fuego a las fuerzas más entrenadas de la policía, el GOPE, por cuanto este civil nunca antes había estado involucrado en alguna actividad violenta, y además esa Comunidad tampoco contaba con antecedentes de empleo de la fuerza en actos reivindicatorios, y menos en el año 2009 cuando la conflictividad político social mapuche era de menor intensidad.

- La especialidad del encartado dentro del GOPE, según su declaración, es la de tirador escogido, lo que hace presumir que es menos probable un error al disparar.

- El inculpado, a medida que avanzó la investigación, cambió su versión, toda vez que primero señaló que le disparó al que portaba una escopeta, y luego declaró que no podría afirmar fehacientemente que era una escopeta.

- El procesado CB1. JARA, en otra declaración, no logró precisar si la víctima, es decir, quien él sindica como su agresor, iba encapuchada o a rostro descubierto, a pesar de que era de día, con suficiente luz natural y visibilidad, y existía una corta distancia entre ambos, 30 metros.

- Se estableció con operaciones de policía científica, de conformidad al artículo 120bis Nº 3 del Código de Procedimiento Penal, que el orificio ubicado en la cara interna de la parte posterior del chaleco antibalas, corresponde a un impacto de perdigón, cuya trayectoria no es compatible con el hecho de que una persona haya vestido el chaleco al momento de producirse el impacto; lo que concuerda con la circunstancia de que el imputado resultó sin lesiones según consta en el informe médico legal, a pesar de la gran cantidad de impactos en el casco, visor y chaleco.

- El inculpado primero declara haber sido víctima de un ataque por sorpresa de 7 a 10, o 10 a 15 personas que estaban ocultas tras unos montículos y que no había visto antes que se levantaran, lo que resulta difícil considerar como efectivo, debido a la baja altura de estos montículos y geografía del terreno, levantada con informe planimétrico.